# Juan Ramón Zaragoza
Juan Ramón Zaragoza Rubira (Valencia, 1938 - Sevilla, 25 de septiembre de 2011) fue un médico, catedrático, divulgador científico y escritor español, galardonado en 1980 con el Premio Nadal de novela  con la obra Concerto grosso. Al tiempo de su fallecimiento era profesor emérito de la Universidad de Sevilla.

## Biografía
Licenciado en Medicina por la Universidad de Valencia, se trasladó a vivir a Sevilla al inicio de la década de 1970, ocupando la cátedra de Radiología y Medicina Física en su universidad. Fundó el Centro Radiológico Computarizado en Sevilla y fue decano de la Facultad de Medicina. Durante los primeros gobiernos de la transición democrática, fue delegado del ministerio de Sanidad en la provincia hispalense.
Como escritor de novelas, su obra, Concerto grosso, en la que hacía un recorrido en diferentes períodos de la historia y reflexionaba sobre el impacto de las nuevas tecnologías y su uso, obtuvo el Premio Nadal en 1980. Su última obra fue Tabaco. El virus california, presentada en mayo de 2011. Fue miembro de la Real Academia Sevillana de Buenas Letras y de la Real Academia de Sevilla de Medicina.